# Juice Newton
Juice Newton, nascida Judith Kay Newton (Lakehurst, Nova Jersey, 18 de fevereiro de 1952) é uma cantora estadunidense de pop e country, compositora e guitarrista.

## Discografia

### Álbuns de estúdio
| Ano  | Álbum                       | Posições nas tabelas | Posições nas tabelas | Posições nas tabelas | Certificações | Certificações | Gravadora    |
| Ano  | Álbum                       | EUA Country          | EUA                  | CAN                  | EUA           | CAN           | Gravadora    |
| ---- | --------------------------- | -------------------- | -------------------- | -------------------- | ------------- | ------------- | ------------ |
| 1975 | Juice Newton & Silver Spur  | —                    | —                    | —                    | —             | —             | RCA          |
| 1976 | After the Dust Settles      | —                    | —                    | —                    | —             | —             | RCA          |
| 1977 | Come to Me                  | —                    | —                    | —                    | —             | —             | Capitol      |
| 1978 | Well Kept Secret            | —                    | —                    | —                    | —             | —             | Capitol      |
| 1979 | Take Heart                  | —                    | —                    | —                    | —             | —             | Capitol      |
| 1981 | Juice                       | 4                    | 22                   | 16                   | Platina       | 3× Platina    | Capitol      |
| 1982 | Quiet Lies                  | 7                    | 20                   | 36                   | Ouro          | Platina       | Capitol      |
| 1983 | Dirty Looks                 | 22                   | 52                   | 61                   | —             | Ouro          | Capitol      |
| 1984 | Can't Wait All Night        | 42                   | 128                  | 91                   | —             | —             | RCA          |
| 1985 | Old Flame                   | 12                   | —                    | —                    | Ouro          | —             | RCA          |
| 1987 | Emotions                    | 59                   | —                    | —                    | —             | —             | RCA          |
| 1989 | Ain't Gonna Cry             | —                    | —                    | —                    | —             | —             | RCA          |
| 1998 | The Trouble with Angels     | —                    | —                    | —                    | —             | —             | River North  |
| 1999 | American Girl               | —                    | —                    | —                    | —             | —             | Renaissance  |
| 2003 | American Girl, Volume 2     | —                    | —                    | —                    | —             | —             | auto-lançado |
| 2007 | The Gift of Christmas       | —                    | —                    | —                    | —             | —             | auto-lançado |
| 2010 | Duets: Friends and Memories | —                    | —                    | —                    | —             | —             | Fuel 2000    |

### Compilações selecionadas
| Ano  | Álbum                        | Posições nas tabelas | Posições nas tabelas | RIAA | Gravadora           |
| Ano  | Álbum                        | EUA Country          | EUA                  | RIAA | Gravadora           |
| ---- | ---------------------------- | -------------------- | -------------------- | ---- | ------------------- |
| 1984 | Greatest Hits                | 64                   | 178                  | Ouro | Capitol             |
| 1992 | The Early Years              |                      |                      |      | RCA                 |
| 1995 | 10 Greatest Hits             |                      |                      |      | Capitol             |
| 1998 | Anthology                    |                      |                      |      | Renaissance         |
| 2002 | Every Road Leads Back to You |                      |                      |      | Image               |
| 2003 | All American Country         |                      |                      |      | BMG Special Markets |

### Singles
| Ano  | Título                                          | Posições nas tabelas | Posições nas tabelas | Posições nas tabelas | Posições nas tabelas | Álbum                        |
| Ano  | Título                                          | EUA Country          | EUA                  | EUA AC               | CAN Country          | Álbum                        |
| ---- | ----------------------------------------------- | -------------------- | -------------------- | -------------------- | -------------------- | ---------------------------- |
| 1975 | "Catwillow River"                               | —                    | —                    | —                    | —                    | Juice Newton and Silver Spur |
| 1975 | "Shelter of Your Love"                          | —                    | —                    | —                    | —                    | Juice Newton and Silver Spur |
| 1976 | "Love Is a Word"                                | 88                   | —                    | —                    | —                    | Juice Newton and Silver Spur |
| 1976 | "If I Ever"                                     | —                    | —                    | —                    | —                    | After the Dust Settles       |
| 1977 | "Come to Me"                                    | —                    | —                    | —                    | —                    | Come to Me                   |
| 1978 | "It's a Heartache"                              | —                    | 86                   | —                    | —                    | single only                  |
| 1978 | "Hey! Baby"                                     | —                    | —                    | —                    | —                    | Well Kept Secret             |
| 1979 | "Let's Keep It That Way"                        | 37                   | —                    | —                    | 37                   | single only                  |
| 1979 | "Lay Back In The Arms of Someone"               | 80                   | —                    | —                    | 36                   | Take Heart                   |
| 1979 | "Any Way That You Want Me"                      | 81                   | —                    | —                    | —                    | Take Heart                   |
| 1979 | "Until Tonight"                                 | 42                   | —                    | —                    | —                    | Take Heart                   |
| 1980 | "Sunshine"                                      | 35                   | —                    | —                    | —                    | Take Heart                   |
| 1980 | "You Fill My Life"                              | 41                   | —                    | —                    | —                    | Take Heart                   |
| 1981 | "Angel of the Morning"                          | 22                   | 4                    | 1                    | 21                   | Juice                        |
| 1981 | "Queen of Hearts"                               | 14                   | 2                    | 2                    | 6                    | Juice                        |
| 1981 | "The Sweetest Thing (I've Ever Known)"          | 1                    | 7                    | 1                    | 1                    | Juice                        |
| 1982 | "Love's Been a Little Bit Hard on Me"           | 30                   | 7                    | 4                    | 24                   | Quiet Lies                   |
| 1982 | "Break It to Me Gently"                         | 2                    | 11                   | 1                    | 2                    | Quiet Lies                   |
| 1982 | "Heart of the Night"                            | 53                   | 25                   | 4                    | —                    | Quiet Lies                   |
| 1983 | "Tell Her No"                                   | —                    | 27                   | 14                   | —                    | Dirty Looks                  |
| 1983 | "Dirty Looks"                                   | —                    | 90                   | —                    | —                    | Dirty Looks                  |
| 1983 | "Stranger at My Door"                           | 45                   | —                    | —                    | —                    | Dirty Looks                  |
| 1984 | "A Little Love"                                 | 64                   | 44                   | 7                    | —                    | Can't Wait All Night         |
| 1984 | "Ride 'Em Cowboy"                               | 32                   | —                    | —                    | —                    | Greatest Hits                |
| 1984 | "Can't Wait All Night"                          | —                    | 66                   | —                    | —                    | Can't Wait All Night         |
| 1984 | "Restless Heart"                                | 57                   | —                    | —                    | 34                   | Can't Wait All Night         |
| 1985 | "You Make Me Want to Make You Mine"             | 1                    | —                    | —                    | 1                    | Old Flame                    |
| 1985 | "Hurt"                                          | 1                    | —                    | —                    | 1                    | Old Flame                    |
| 1986 | "Old Flame"                                     | 5                    | —                    | —                    | 3                    | Old Flame                    |
| 1986 | "Cheap Love"                                    | 9                    | —                    | —                    | 5                    | Old Flame                    |
| 1986 | "What Can I Do with My Heart"                   | 9                    | —                    | —                    | 7                    | Old Flame                    |
| 1987 | "First Time Caller"                             | 24                   | —                    | —                    | 23                   | Emotion                      |
| 1987 | "Tell Me True"                                  | 8                    | —                    | —                    | 2                    | Emotion                      |
| 1989 | "When Love Comes Around the Bend"               | 40                   | —                    | —                    | —                    | Ain't Gonna Cry              |
| 1998 | "When I Get Over You"                           | —                    | —                    | —                    | —                    | The Trouble with Angels      |
| 1999 | "They Never Made It to Memphis"                 | —                    | —                    | —                    | —                    | American Girl                |
| 2010 | "Funny How Time Slips Away" (com Willie Nelson) | —                    | —                    | —                    | —                    | Duets, Friends & Memories    |